# Sân vận động Mazda
Sân vận động Mazda Hiroshima (MAZDA Zoom-Zoom スタジアム広島 Matsuda Zūmu-Zūmu Sutajiamu Hiroshima), còn được gọi là Sân vận động thành phố Hiroshima (広島市民球場 Hiroshima Shimin Kyūjō), là một sân vận động bóng chày ở Minami-ku, Hiroshima, Nhật Bản. Nơi đây được sử dụng chủ yếu cho các trận bóng chày và là sân nhà của Hiroshima Toyo Carp thuộc giải Central League. 
Với sức chứa gần 32.000 người, sân mở cửa vào ngày 10 tháng 4 năm 2009 nhằm thay thế Sân vận động thành phố Hiroshima cũ tại khu vực Khu tưởng niệm Hòa bình Hiroshima.